# Tektit

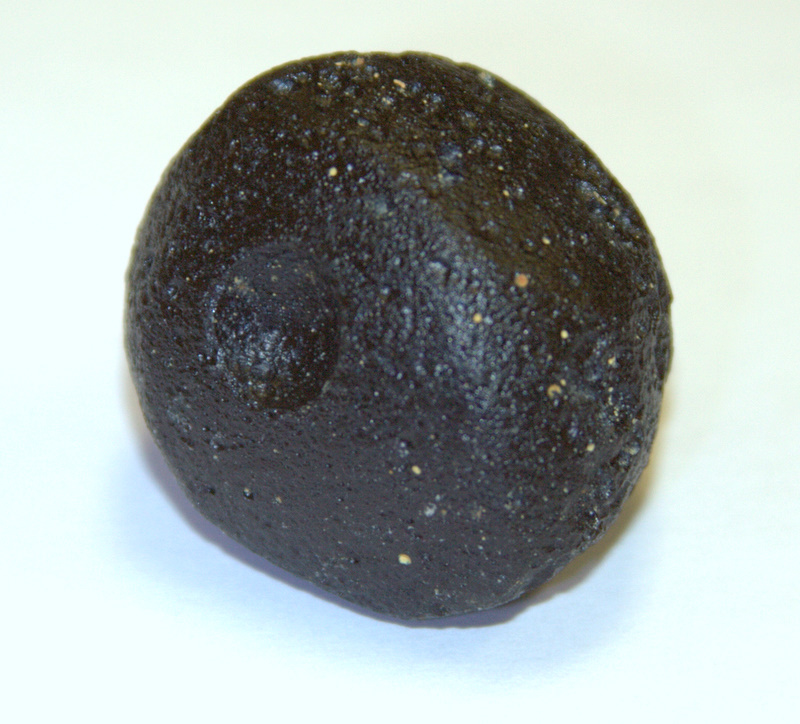
En tektit

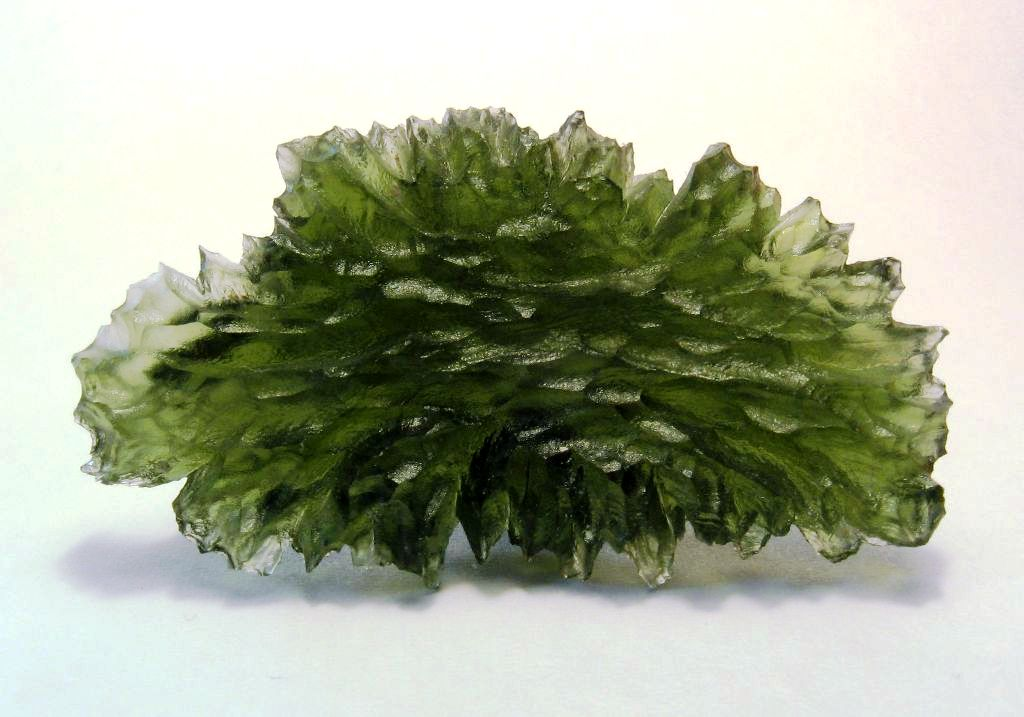
Moldavit en sorts tektit.

Tektit (från grekiska τηκτός (tēktos), 'smält, flytande') är naturliga glasföremål, upp till några centimeter i storlek, vilka — enligt de flesta forskare — har bildats vid stora meteoritnedslag på jordytan. Tektiter hör till de torraste bergarter som finns, med ett vatteninnehåll på i medeltal 0,005 %. Det är väldigt ovanligt eftersom de flesta, om inte alla, kratrar där tektiter har kunnat uppstå låg under vatten före nedslaget. Dessutom har delvis smälta zirkoner upptäckts inuti en del tektiter. Detta, sammantaget med vatteninnehållet, tyder på att tektiterna bildades vid temperatur och tryck av anmärkningsvärd grad.